# Andreea Ana
Andreea Beatrice Ana (n. 14 noiembrie 2000, Mangalia, Constanța, România) este o luptătoare în stil liber română. Este de trei ori medaliată cu aur la Campionatele Europene de Lupte. De asemenea, a reprezentat România la Jocurile Olimpice de vară din 2020 la Tokyo, Japonia, și la Jocurile Olimpice din 2024 de la Paris.

## Rezultate majore
| An   | Turneu                | Locație            | Rezultat | Eveniment   |
| ---- | --------------------- | ------------------ | -------- | ----------- |
| 2019 | Campionatele Europene | București, România | 3        | Liber 55 kg |
| 2021 | Campionatele Europene | Varșovia, Polonia  | 3        | Liber 55 kg |
| 2022 | Campionatele Europene | Budapesta, Ungaria | 1        | Liber 55 kg |
| 2023 | Campionatele Europene | Zagreb, Croația    | 1        | Liber 55 kg |
| 2024 | Campionatele Europene | București, România | 1        | Liber 55 kg |